# اندی پیپ
اندی پیپ (انگلیسی: Andy Pape؛ زادهٔ ۲۲ مارس ۱۹۶۲) بازیکن فوتبال اهل بریتانیا است.
از باشگاه‌هایی که در آن بازی کرده‌است می‌توان به ایکست اف اس، باشگاه فوتبال چارلتون اتلتیک، باشگاه فوتبال کریستال پالاس، باشگاه فوتبال کویینز پارک رنجرز، باشگاه فوتبال ووکینگ، باشگاه فوتبال ساتون یونایتد، باشگاه فوتبال داگنم و ردبریج، باشگاه فوتبال بارنت، باشگاه فوتبال هارو بورو، باشگاه فوتبال فلتم، باشگاه فوتبال انفیلد ۱۸۹۳، و باشگاه فوتبال آلدرشات تاون اشاره کرد.
وی همچنین در تیم ملی فوتبال England Semi-Pro بازی کرده‌است.